# Carolyn Jones-Young
Carolyn Jones-Young, född 29 juli 1969 i Bay Springs i Mississippi, är en amerikansk tidigare basketspelare som tog tog OS-brons 1992 i Barcelona. Detta var USA:s första OS-brons i dambasket. Jones-Young har bland annat spelat för New York Liberty.